# Акперов, Газанфар Кулам оглы
Газанфар Гулам оглы Акперов (азерб. Qəzənfər Qulam oğlu Əkbərov; 4 апреля 1917 — 3 августа 1944) — командир расчёта орудия 1959-го истребительно-противотанкового артиллерийского полка 41-й истребительно-противотанковой артиллерийской бригады 2-й танковой армии 1-го Белорусского фронта, старший сержант, Герой Советского Союза.

## Биография

### До войны
Газанфар Акперов родился 4 апреля 1917 года в селе Джагри Нахичеванского уезда Эриванской губернии в семье крестьянина. По национальности — азербайджанец. В 1941 году он окончил Нахичеванский учительский институт им. Мамедкулизаде, после чего работал директором Кошадизской неполной средней школы.

### Участие в Великой Отечественной войне
Окончив полковую школу, Акперов с августа 1941 года участвовал в боях на фронтах Великой Отечественной войны. Участвовал в сражениях за Кавказ, освобождении Белоруссии и Польши летом 1944 года.
1 — 3 августа 1944 года батареи 41-й отдельной истребительно-противотанковой артиллерийской бригады вели напряжённые бой на подступах к правобережному предместью Варшавы — Праге. Будучи отрезанным от основных сил своей батареи, расчёт орудия старшего сержанта Газанфара Акперова в районе населённого пункта Надма (северо-восточнее Варшавы) вступил в неравный бой с крупными силами немецкой пехоты и четырьмя танками «Тигр». Огнём орудия и противотанковыми гранатами артиллеристы уничтожили 2 танка противника. Газанфар Акперов, заменив раненного наводчика, подбил ещё один танк. Получив ранение в ногу, он продолжал вести бой и уничтожил четвёртый по счёту танк противника. Подошедшие советские части обнаружили тело Акперова у его орудия. В ходе боя артиллеристы уничтожили 4 танка и около 100 солдат и офицеров противника.
Указом Президиума Верховного Совета СССР от 26 октября 1944 года старшему сержанту Акперову Газанфару Кулам оглы присвоено звание Героя Советского Союза (посмертно). 
Г. К. Акперов был похоронен на западной окраине деревни Надма ныне Мазовецкого воеводства Польской Республики.

## Память
Именем Газанфара Акперова на родине были названы школа и табаководческий колхоз, в городе Нахичевань — школа-интернат. В его родном селе Джагри установлен памятник, а на доме, где он жил — мемориальная доска.

## Награды
- Орден Ленина
- Орден Красной Звезды
- Медаль «За отвагу»